# GEN (canal de televisión)
GEN es un canal de televisión por suscripción paraguayo, enfocado en la programación informativa, deportiva y de entretenimiento. Comenzó sus transmisiones el 7 de junio del 2017 y forma parte del Grupo Nación Media. Transmite desde Asunción y tiene alcance nacional.

## Historia
GEN inició sus transmisiones el 7 de junio de 2017 como un canal de noticias de televisión por suscripción.
Cuenta con una radio llamada Universo 970, la cual emite en la frecuencia 970 AM.

## Programas
- Aire de Todos: Clari Arias, Marta Díaz Monjagatta y Aizar Arar (en dúplex con Radio Montecarlo)
- Arriba Hoy: Cinthia Mora y Jorge Torres Romero (en dúplex con Radio Universo 970 AM)
- Así Son las Cosas: Felipe Goroso y Benjamín Livieres (en dúplex con Radio Universo 970 AM)
- Clase A
- Coche a la Vista: Paco Valdez de Madariaga y Cristhian Tindel
- Código Motor: Edgardo Gilardi, Paco Valdez de Madariaga, Figu Aguilera y Cristhian Tindel
- Cuadernos de Barrio: Toni Roberto
- Cuenta Final: Fabi Martínez y Dave Weil
- Desde la Fe: Mariano Mercado
- Dos en la Ciudad: Marta Díaz Monjagatta (en dúplex con Radio Universo 970 AM)
- Expresso: Augusto Dos Santos
- GEN Albirrojo Ueno: Kike Enciso, Andrés Rolón, Jorge Izquierdo y Álvaro Aponte (en dúplex con Radio Universo 970 AM)
- Info+: Sara Ayala y Eduardo Aguilera
- Kaos: Carmiña Masi, Silvia Flores, Dave Weil, Eduardo Aguilera y Sharon García
- Noche de Furia: Pope Spinzi, Alejandro Rojas, Sabbrina Montes, Gustavo Mancuello y Romina Mendoza Murto
- Residentas: María Elsa Núñez, Micaela Chamorro, Yvonne Boss y Susan Paradeda
- Universo Paralelo: Pope Spinzi, Alejandro Rojas y Dora Ceria
- Versus Arena: Carlos Turrini, Andrés Rolón, Marlene Torres, Oscar Lial y Yulieth Müller
- Versus Radio: Andrés Rolón, Marlene Torres, Kike Enciso, Gustavo del Puerto, Christián Pérez y Michelín Ortiz (en dúplex con Radio Universo 970 AM)